# Jed Lowrie
Jed Carlson Lowrie (Salem, 17 de abril de 1984) foi um jogador profissional de beisebol americano, que atua como defensor interno do New York Mets, Major League Baseball (MLB). Jogou anteriormente pelo Boston Red Sox, Houston Astros e Oakland Athletics. Embora tenha atuado principalmente como shortstop ao longo de sua carreira, Lowrie também jogou na terceira base e segunda base.